# Collégiale Saint-Vulfran d'Abbeville
La collégiale Saint-Vulfran est située à Abbeville, dans le département de la Somme. Placée sous le vocable de saint Vulfran depuis le XIIe siècle, elle constitue, avec l'abbatiale de Saint-Riquier et la chapelle du Saint-Esprit de Rue, l'un des plus complets spécimens de l'art gothique flamboyant en Picardie maritime.
La collégiale est classée monument historique au titre d'immeuble sur la liste de 1840.

## Origines du monument et étymologie
À l'emplacement de la collégiale de Saint-Vulfran se trouvait à l'origine une église paroissiale placée sous le vocable de Notre-Dame. Au XIIe siècle, le comte du Ponthieu y ayant rapporté les reliques de saint Wulfram de Sens y fonda également un chapitre de vingt-six chanoines séculiers. L'église prit alors le nom de collégiale Saint-Vulfran.
L'orthographe du nom varia de « Saint-Wulfran », « Saint-Wlfran » (le « W » valant « VU ») à « Saint-Vulfran ».

## Historique de la collégiale

### La collégiale desXVeetXVIesiècles
C’est à la fin du XVe siècle (1488) que la collégiale fut construite au fond d'une vallée au sol marécageux se situant, à l'époque, à proximité d’un bras de la Somme. La nef fut construite de 1488 à 1539 et le chœur entre 1661 et 1663. À noter, une orientation particulière : la façade ne s'ouvre pas à l'ouest, mais au nord.
Une ère de prospérité permit de réaliser le magnifique décor gothique flamboyant de cette église.
Le chapitre de Saint-Vulfran souhaitait posséder la plus belle église du Ponthieu. Pour ce faire, il demanda l’appui financier du roi de France, du comte du Ponthieu et de la ville d’Abbeville. La partie occidentale, commencée le 7 juin 1488, était quasiment terminée en 1502, ce qui permit d’entamer la façade Est.
Le 4 avril 1520, Jean Crétel, maître maçon de Tours-en-Vimeu, fut chargé de diriger la construction de l'édifice. Les pierres étaient extraites des falaises de Beaumetz et de Pont-Rémy.
En 1524, une messe fut célébrée dans la seconde chapelle. Jusqu'en 1539, le rythme des travaux accéléra. Malheureusement, le chantier manquait de moyens, ce qui arrêta les travaux. Au XVIIe siècle, une autorisation fut donnée à une confrérie pour agrandir sa chapelle, ce qui diminua un peu la superficie de la collégiale.
En 1532, les tours étaient en état d’accueillir les cloches. En 1539, suivant la tradition, les travaux furent interrompus à l’achèvement des deux tours, des travées de la grande nef, des bas côtés et des six chapelles. Un mur ferma provisoirement, à l’est, la nef et les bas côtés.
Les guerres de religion et les invasions espagnoles stoppèrent le chantier. En 1621, la confrérie des merciers obtint la reprise des travaux pour l'édification du chœur dont les fondations avaient été commencées en 1573. Mais ce ne fut qu'au début du règne personnel de Louis XIV, de 1661 à 1663, que le chœur fut achevé. En 1691, les trois verrières supérieures de l’abside furent garnies de vitraux.
Il fallut donc attendre la fin du XVIIe siècle pour que la partie orientale de la collégiale fût achevée.

### La collégiale depuis la Révolution française
Durant la Révolution, l'église Saint-Vulfran devint le temple de la Raison et, le 8 juin 1794, on y célébra une fête en l'honneur de l'Être suprême.
L'édifice est classé monument historique, figurant sur la liste des monuments historiques de 1840. En 1852, un rapport alarmant de l'architecte Eugène Viollet-le-Duc conduisit, l'édifice étant propriété communale, le maire d'Abbeville à y interdire l'exercice du culte. Les campagnes de restauration commencèrent dans les années 1860 pour assurer la solidité du bâtiment. L'architecte diocésain  François Céleste Massenot a restauré les chapelles et les bas-côtés de la nef.
Au début de la Seconde Guerre mondiale, au cours de la Bataille de France, le 20 mai 1940, Abbeville subit un pilonnage de l'artillerie allemande, ce qui déclencha un violent incendie. Il détruisit une grande partie de la ville et de la collégiale. La voûte s'effondra, seuls le début de la nef, les tours et la façade restèrent debout.
L’édifice fut restauré et rendu au culte en 1998.

## Caractéristiques

### Extérieur

#### Façade principale
Elle s'élève sur trois étages avec balustres. Trois portails donnent l'accès à trois nefs. Une grande baie éclaire la nef centrale entre les baies géminées des tours. Le pignon sculpté est encadré par deux tours. La sculpture abondante autour des portails ne suit pas à proprement parler un récit cohérent, elle est le reflet de la dévotion des corporations qui en financèrent la réalisation.
Parmi les statues des portails, on reconnaît, au centre, de gauche à droite, saint Vulfran, saint Nicolas avec les trois enfants, saint Firmin, patron des tonneliers qui ont offert la statue, et enfin saint Germain l’Écossais. Au tympan, la statue du Christ a disparu mais la Trinité trône dans le haut du gâble. Sur les voussures sont représentés les épisodes de la vie du Christ. Sur les vantaux en bois, ont été sculptées des scènes de la vie de la Vierge Marie et des figures d'apôtres.
Sur le portail nord, on reconnaît, à gauche, la légende de saint Eustache représenté au tympan encadré par un lion qui et un loup qui emportent ses enfants ; à gauche, on le voit jeté dans la mer.
Sur le portail sud, on reconnaît les statues représentant l'Assomption de la Vierge, Marie-Cléophas et Salomé avec leurs enfants, tous vêtus de somptueux costumes Renaissance. Ces statues exécutées en 1501 sont l'œuvre de Pierre Lheureux, elles ont été offertes par la corporation des merciers.
Les tours-clochers s'élèvent à 55,80 m au-dessus du sol.

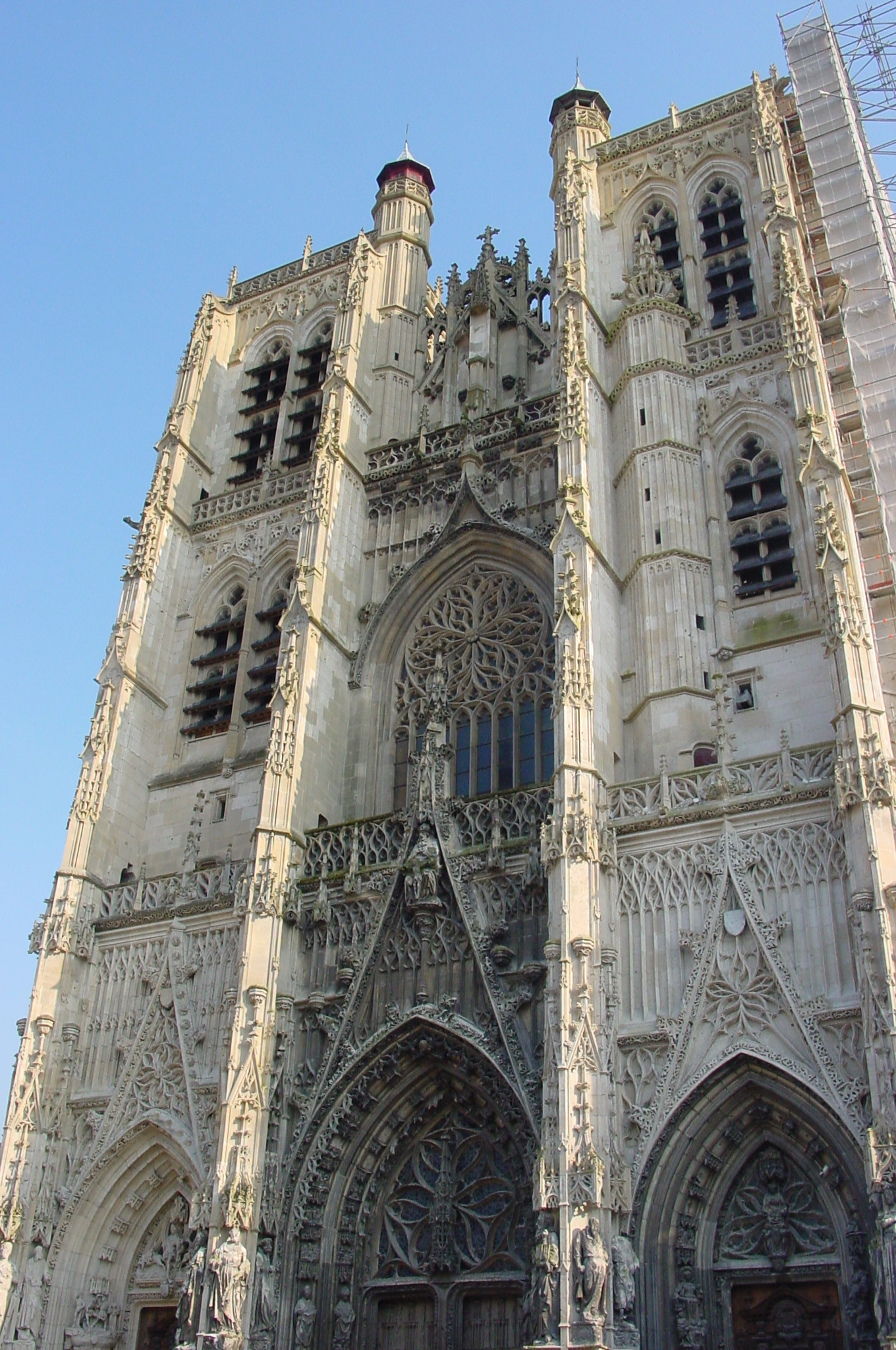
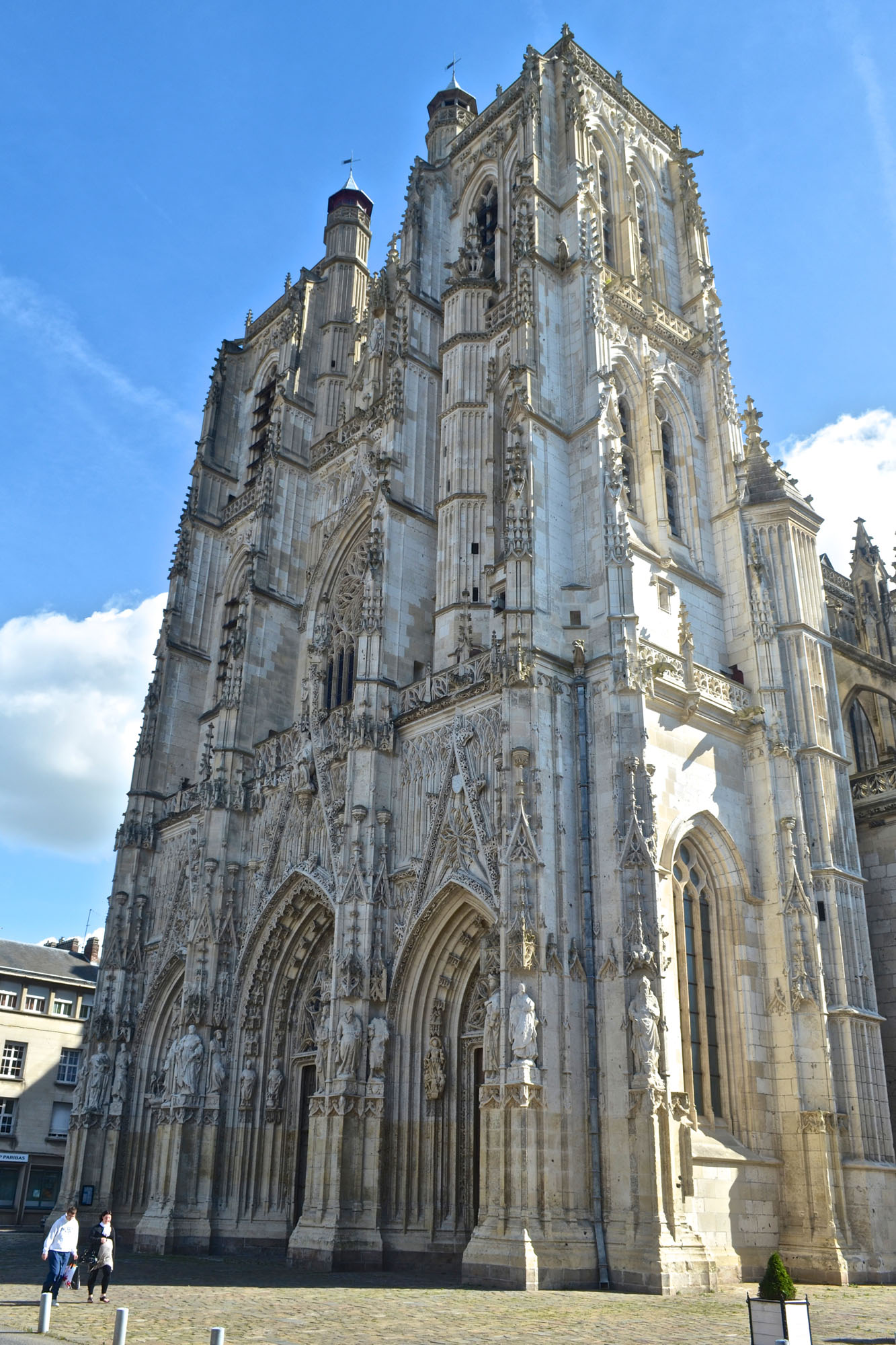
Façade.
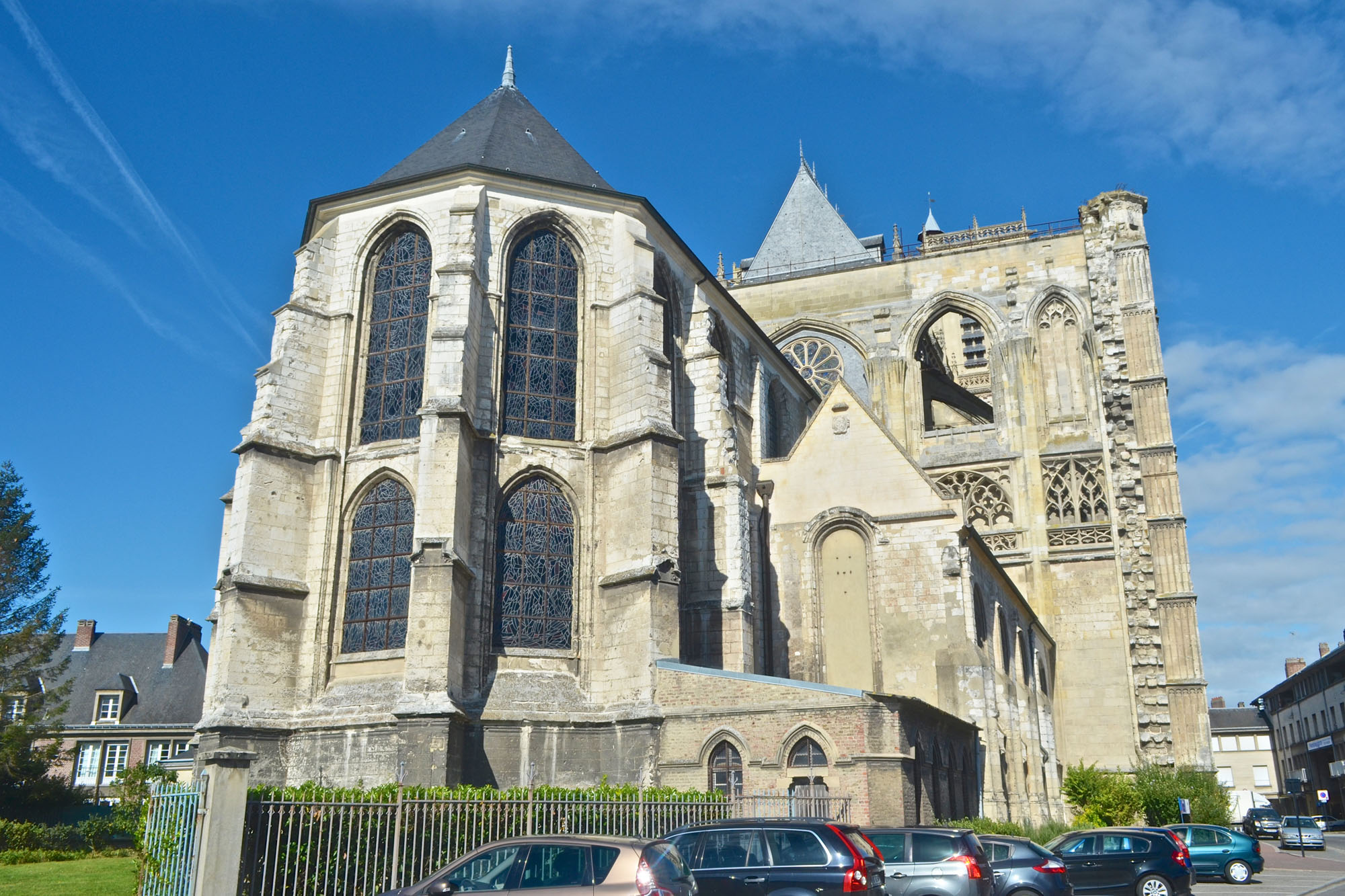
Chevet.
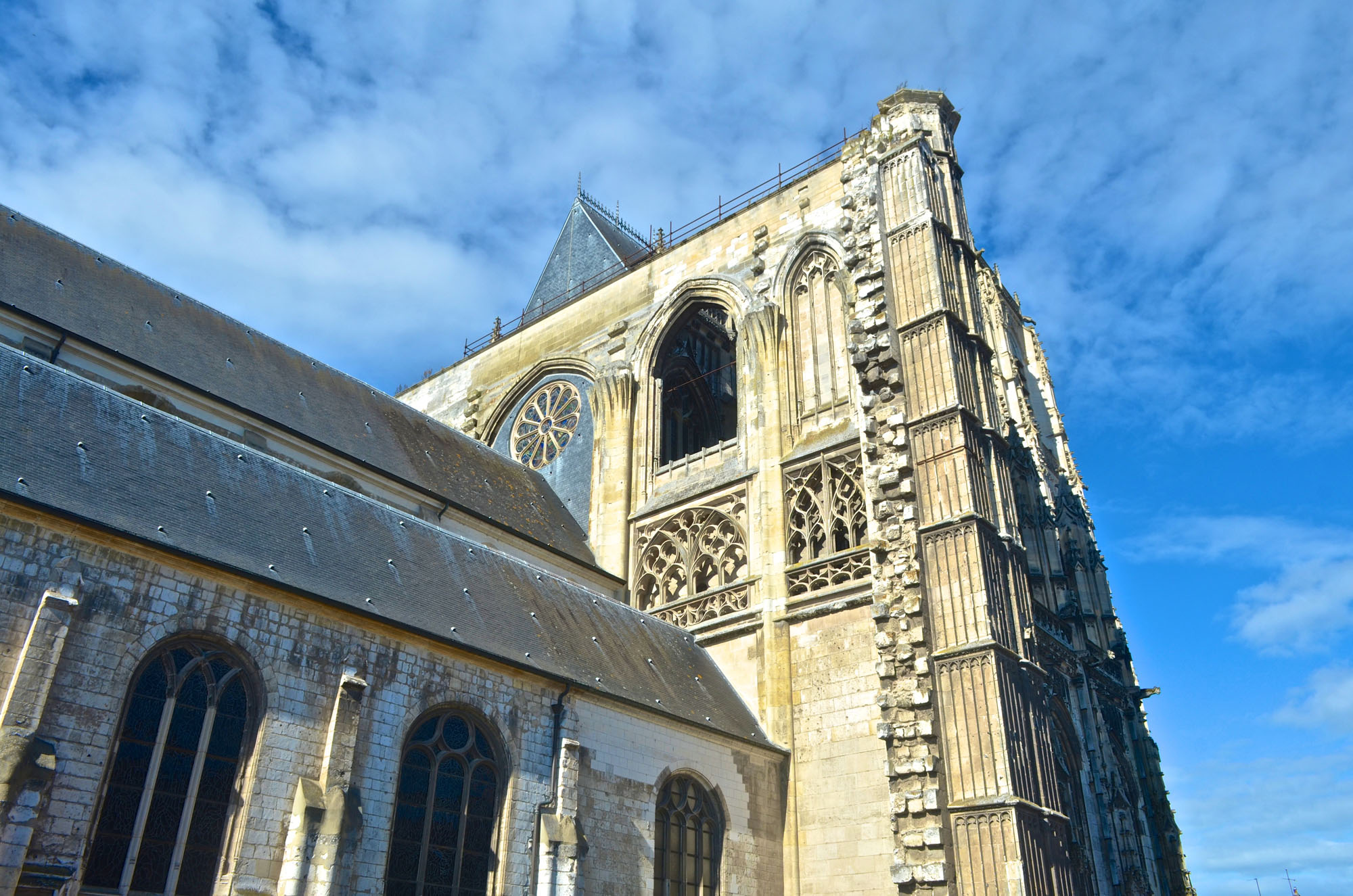
Transept.

#### Façades latérales
Les façades latérales sont renforcées par des piles et des arcs-boutants pour la première partie de la nef. Les murs ouest du transept restés inachevés sont toujours visibles avec leur décor flamboyant. La partie orientale de l'édifice, avec le prolongement de la nef et des bas-côtés, ainsi que le chœur, renforcé de contreforts, a été construite au XVIIe siècle, dans un style beaucoup plus sobre.

### Intérieur

#### La nef
La nef, dans sa partie du XVe siècle, est relativement étroite (9,10 m de large), les voûtes culminent à 31,7 m ce qui donne une impression de forte élévation (rapport hauteur/ largeur de 3,5 contre 2,8 pour la cathédrale d'Amiens).
Les grandes arcades gothiques reposent sur des piliers en forme de losange avec des moulures prismatiques. Le triforium aveugle est orné d'une balustrade et surmonté de hautes fenêtres. Les voûtes d'ogives à liernes et tiercerons sont décorées de clefs sculptées pendantes aux armes des donateurs qui financèrent la construction de l'édifice. Elle fut prolongée au XVIIe siècle dans un style beaucoup plus sobre. Le portail principal est surmonté d'une tribune.
La chaire à prêcher en bois, du XVIIe siècle, a été restaurée et replacée dans la nef en 2002.

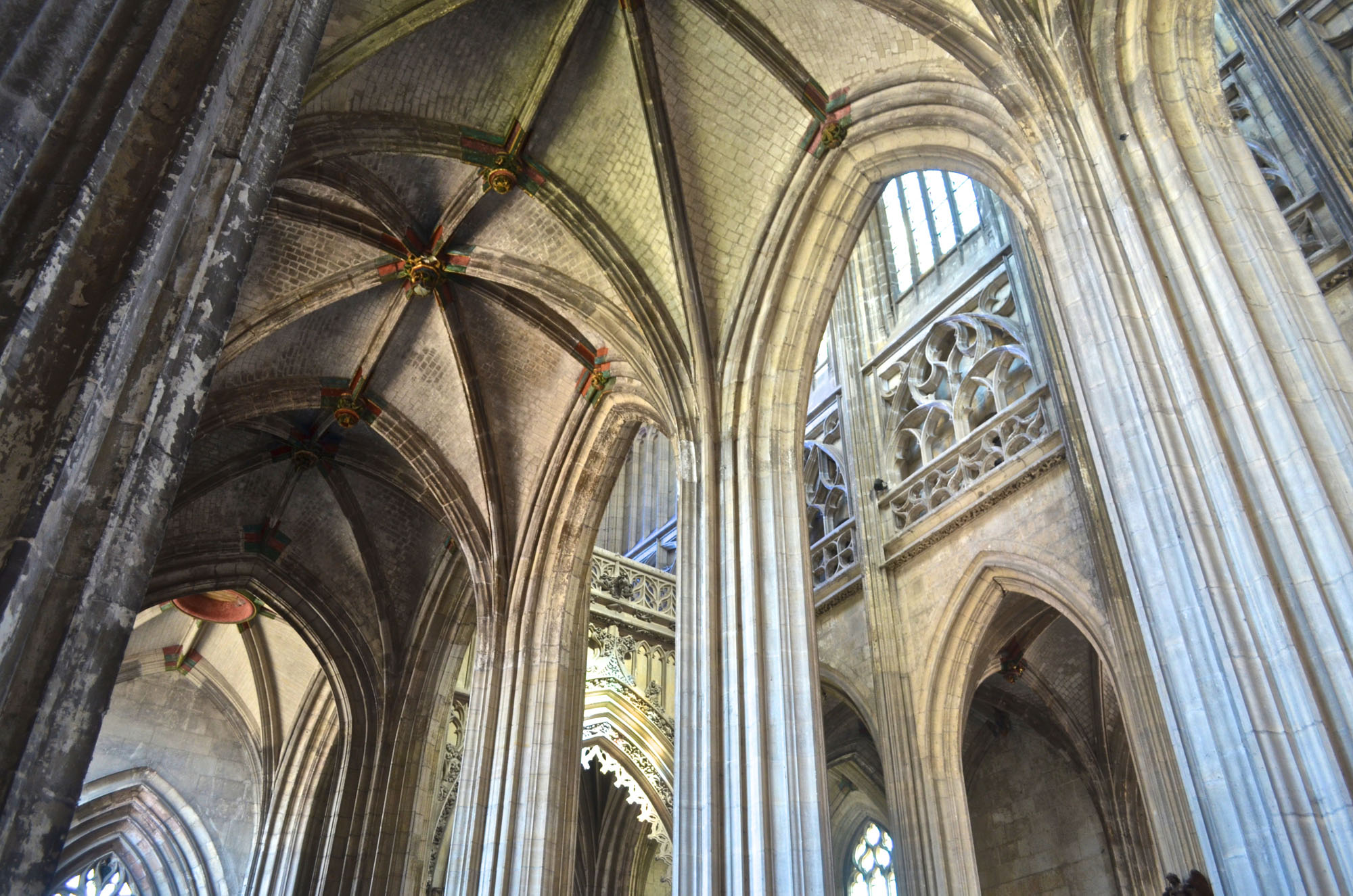
Collatéral et nef.
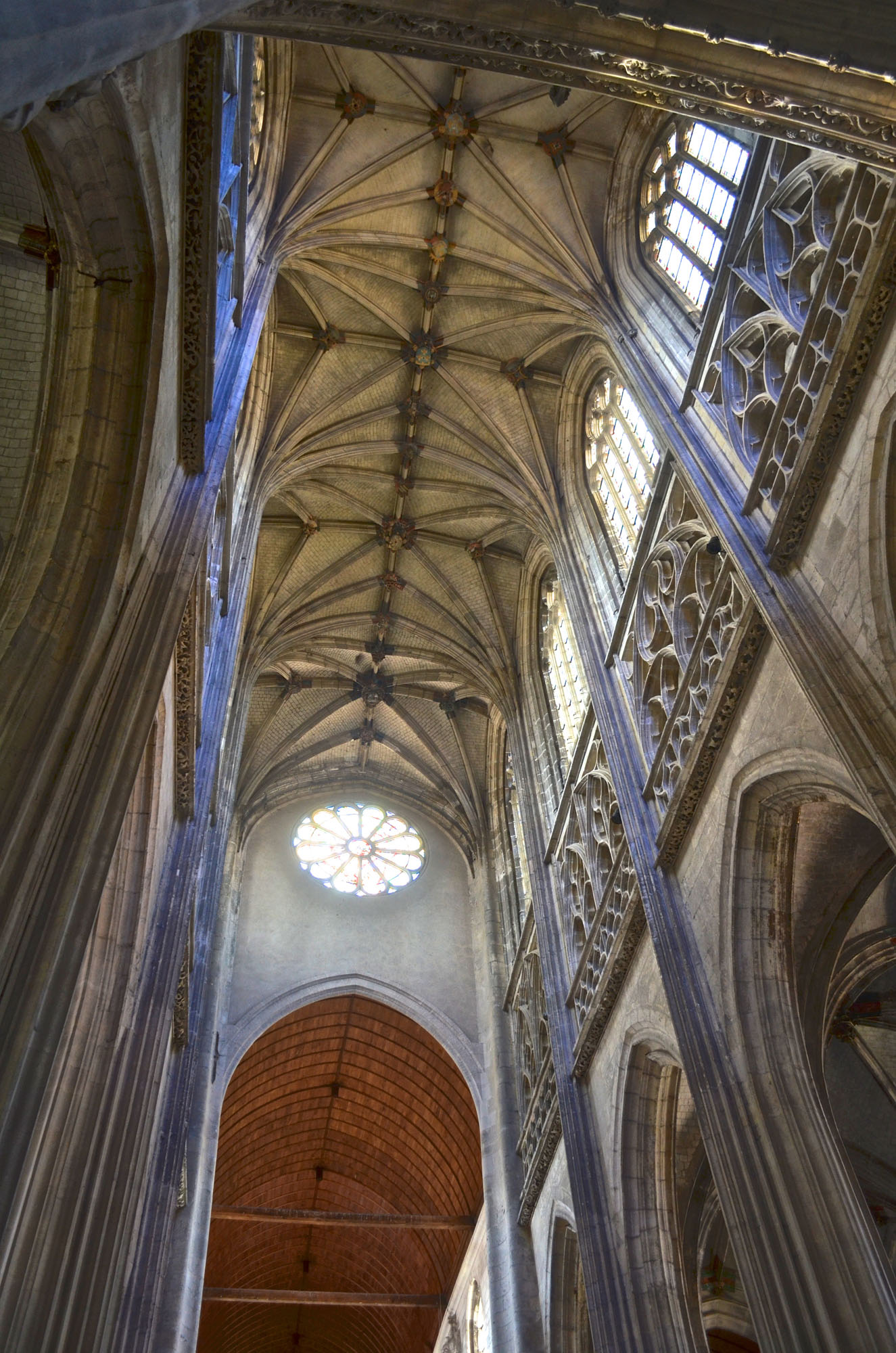
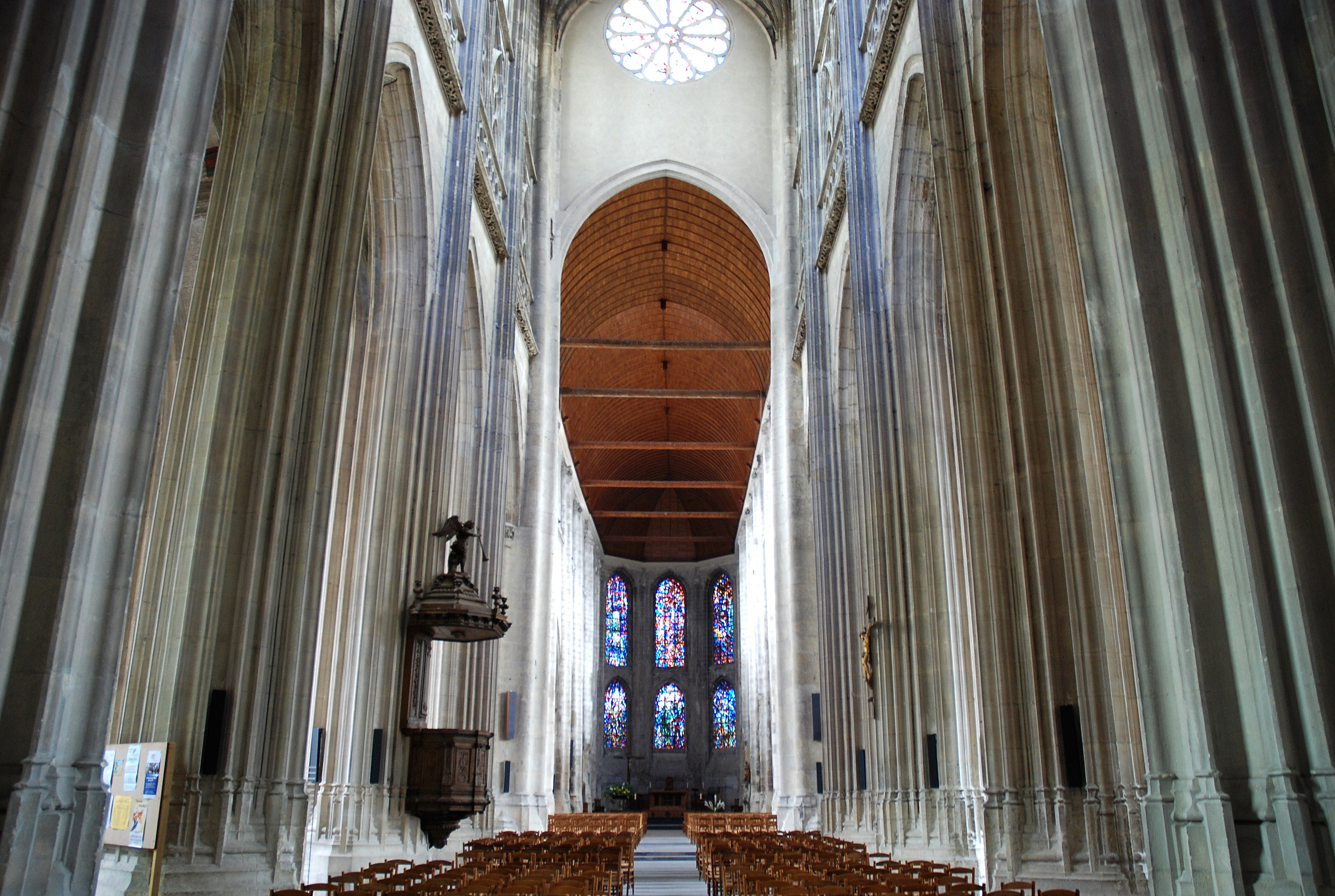
Voûtes de la nef et du chœur.
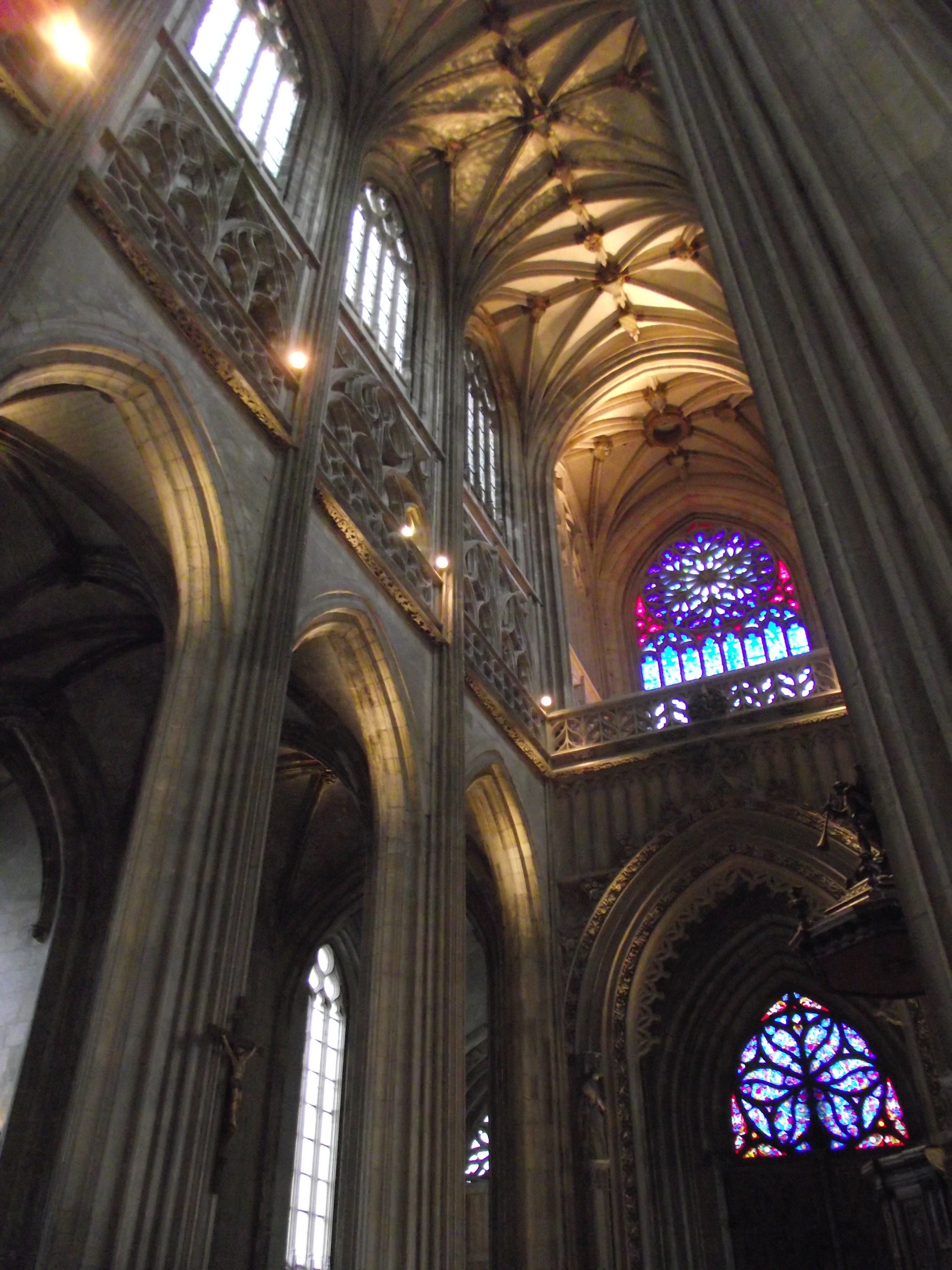
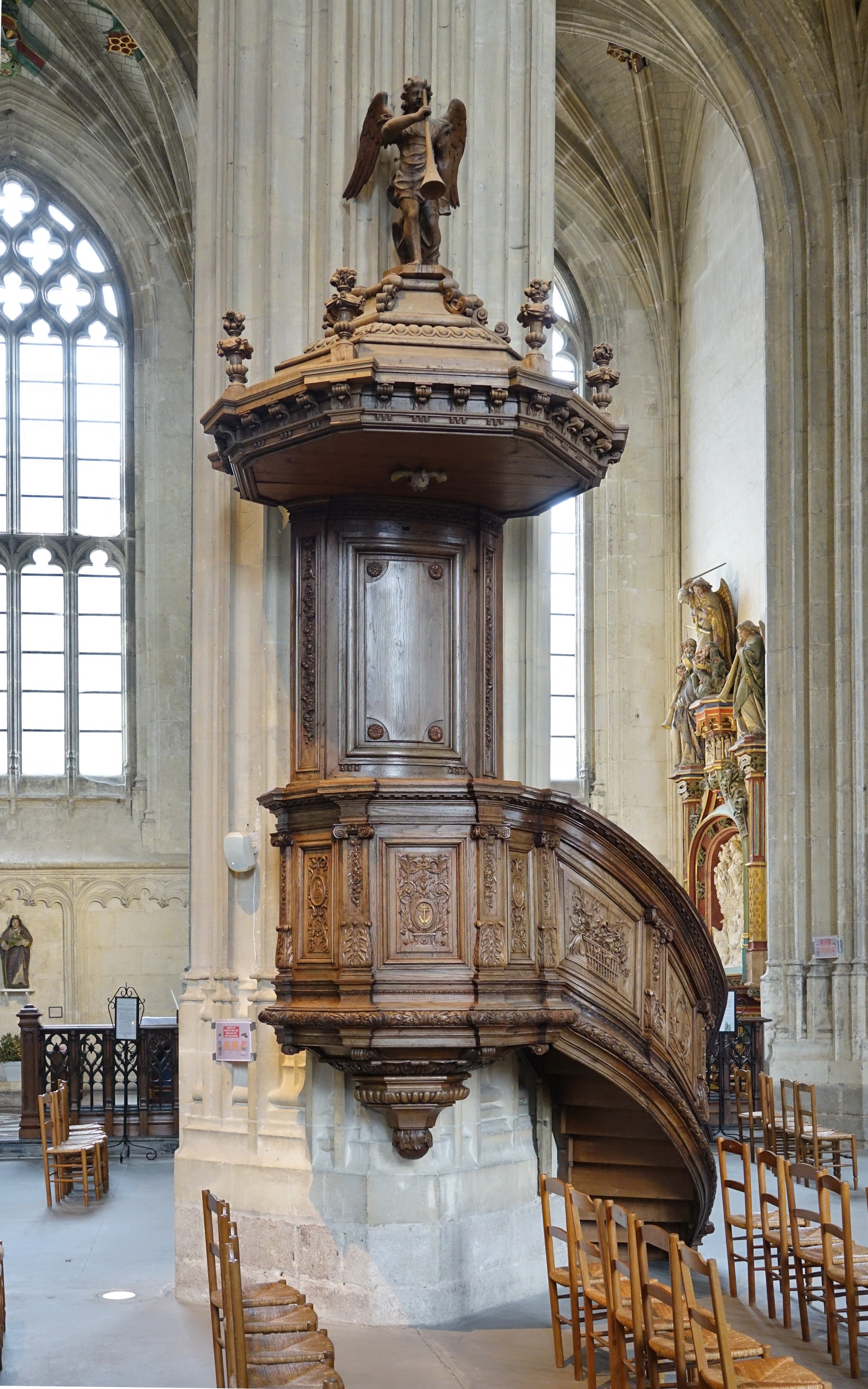
La chaire.

#### Les bas-côtés
Dans chacun des bas-côtés se trouvent trois chapelles.
Dans le bas-côté sud :
- la chapelle Saint-Jean-Baptiste où se trouve un retable du baptême de Jésus, en pierre polychrome, dont l'original datait de la Renaissance. L' œuvre a été refaite en 1849 par les frères Duthoit. Au-dessous de la statue de Dieu le Père, sur un phylactère a été gravé inscription : « Tu es filius meus dilectus »;
- la chapelle Saint-Yves-et-Sainte-Anne possède un autel dédié à sainte Anne dont le retable du début du XVIe siècle est conservé au musée Boucher-de-Perthes. Au-dessus du retable se trouvent de part et d'autre, les statues de saint Nicolas, saint André et sainte Catherine d'Alexandrie. En face du retable, un tableau représentant saint Sébastien, datant du XVIIe siècle est une œuvre d'un élève du peintre italien Guido Reni. Le tableau et son cadre doré ont été restaurés en 2013.
- la chapelle Saint-Quiriace où se trouve, dans un enfeu, le Christ descendu de la croix, du XVIIIe siècle. Les peintures murales de style Art déco sont l'œuvre de Victor-Ferdinand Bourgeois, datant de 1931.

Se trouvent également dans le bas-côté sud :
- les fonts baptismaux en marbre du XVIIIe siècle ;
- une statue en bois de Saint-Jean-Baptiste datant du XVIe siècle, accolée à un pilier ;
- un tableau de Charles Gleyre intitulé « Saint Jean reçoit la vision de l'Apocalypse ».

Dans le bas-côté nord :
- la chapelle Saint-Louis, édifiée en 1492 par la famille d'Ailly conserve un retable en pierre polychrome représentant la Nativité (Fin du XVe - début du XVIe siècle). Ce retable a été refait en grande partie au XIXe siècle par les frères Duthoit. Il a été restauré en 1994 par les ateliers Arcams. Il est encadré par des pilastres et des colonnettes ornés de sculptures et de dessins luxuriants. L'ensemble est surmonté de trois statues représentant le Christ entouré de saint Pierre et de saint Paul. Une statue de la Vierge à l'Enfant, en bois peint du XVIIe siècle a été placée dans cette chapelle ;
- la chapelle Saints-Anges-et-Saint-Luc conserve un bas-relief du XVIe siècle, restauré en 1843, représentant « La femme adultère » et un retable du XIXe siècle, réalisé par les frères Duthoit représentant le Jugement dernier. Ces scènes sculptées en plâtre ont été placées dans un cadre du XVIIe siècle ;
- la chapelle Saint-Firmin dans laquelle se trouve un tableau représentant « Le Christ au mont des Oliviers » œuvre de l'Abbevilloise Hermine Deheirain. Ce tableau a été donné à la collégiale par le roi Louis-Philippe Ier, en 1837[7].

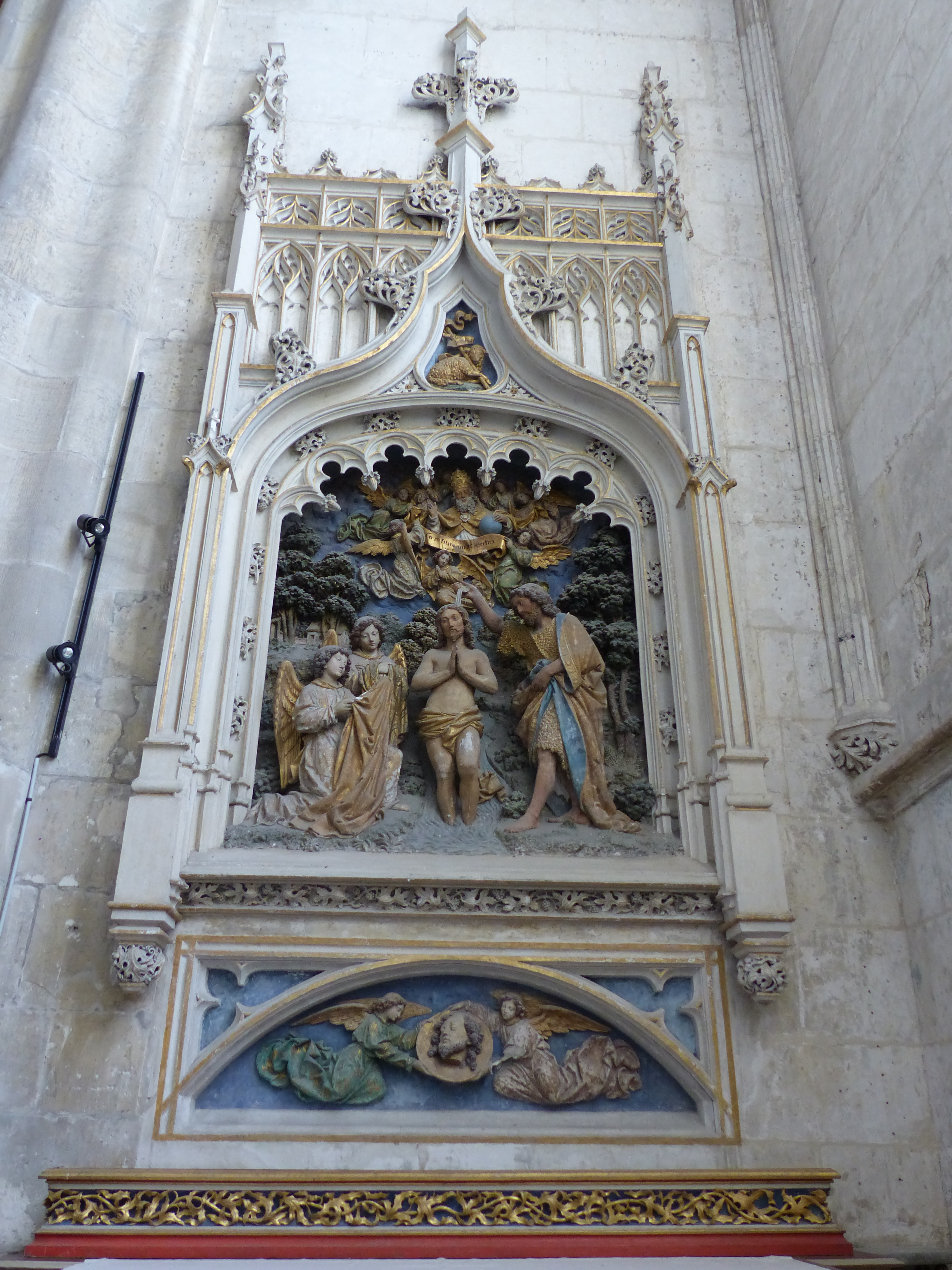
Le baptême du Christ.
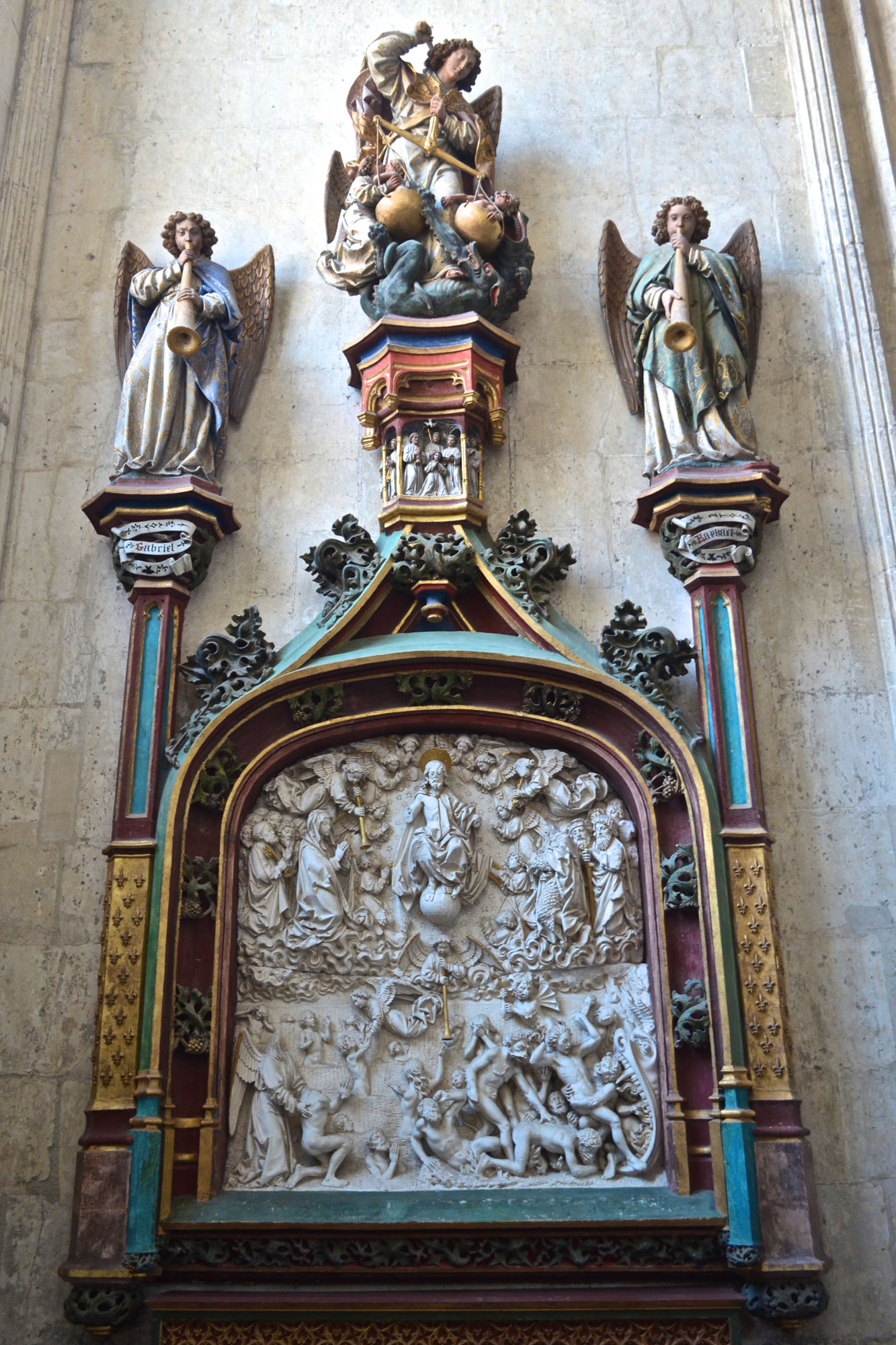
Retable du Jugement dernier.
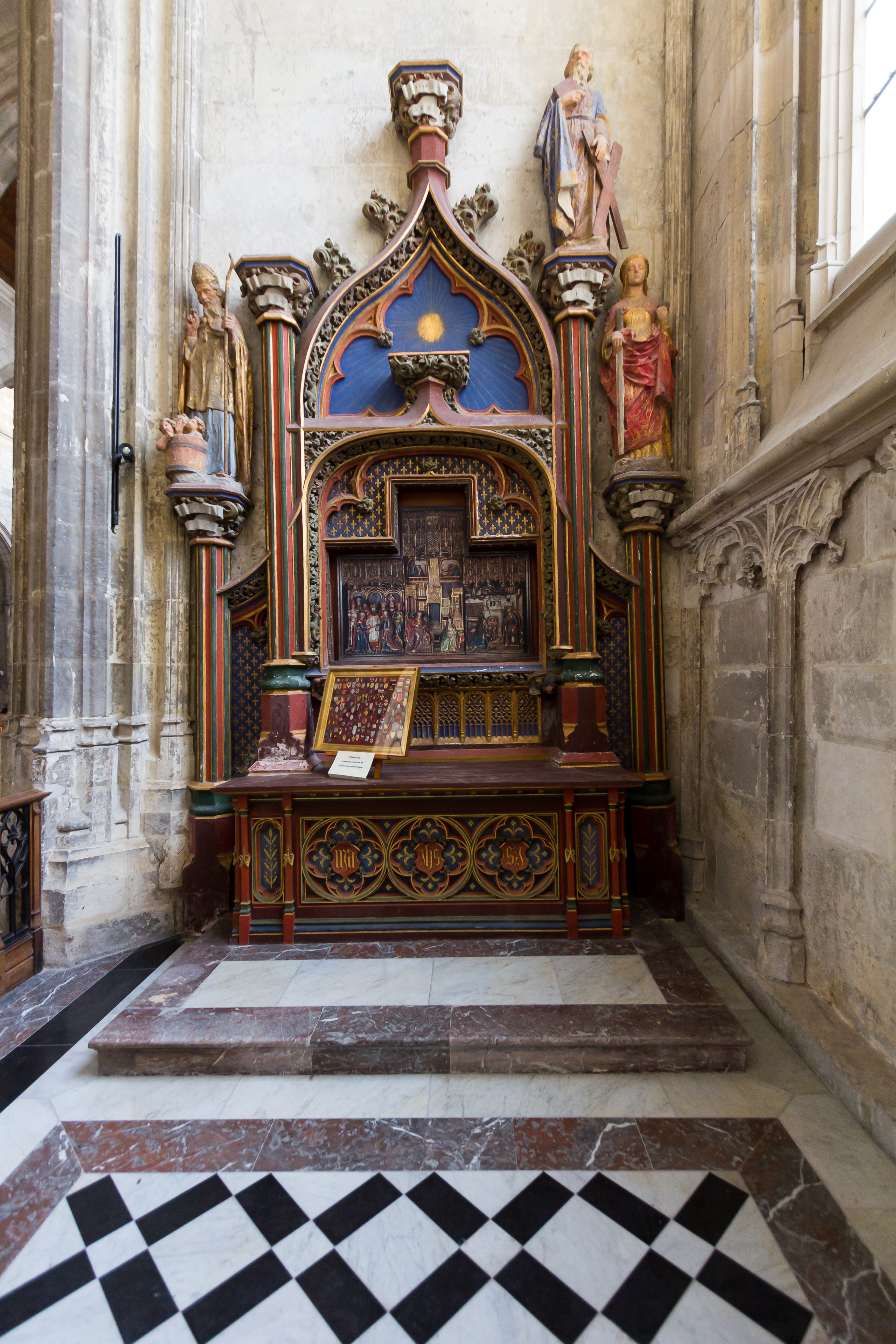
Autel de sainte Anne.
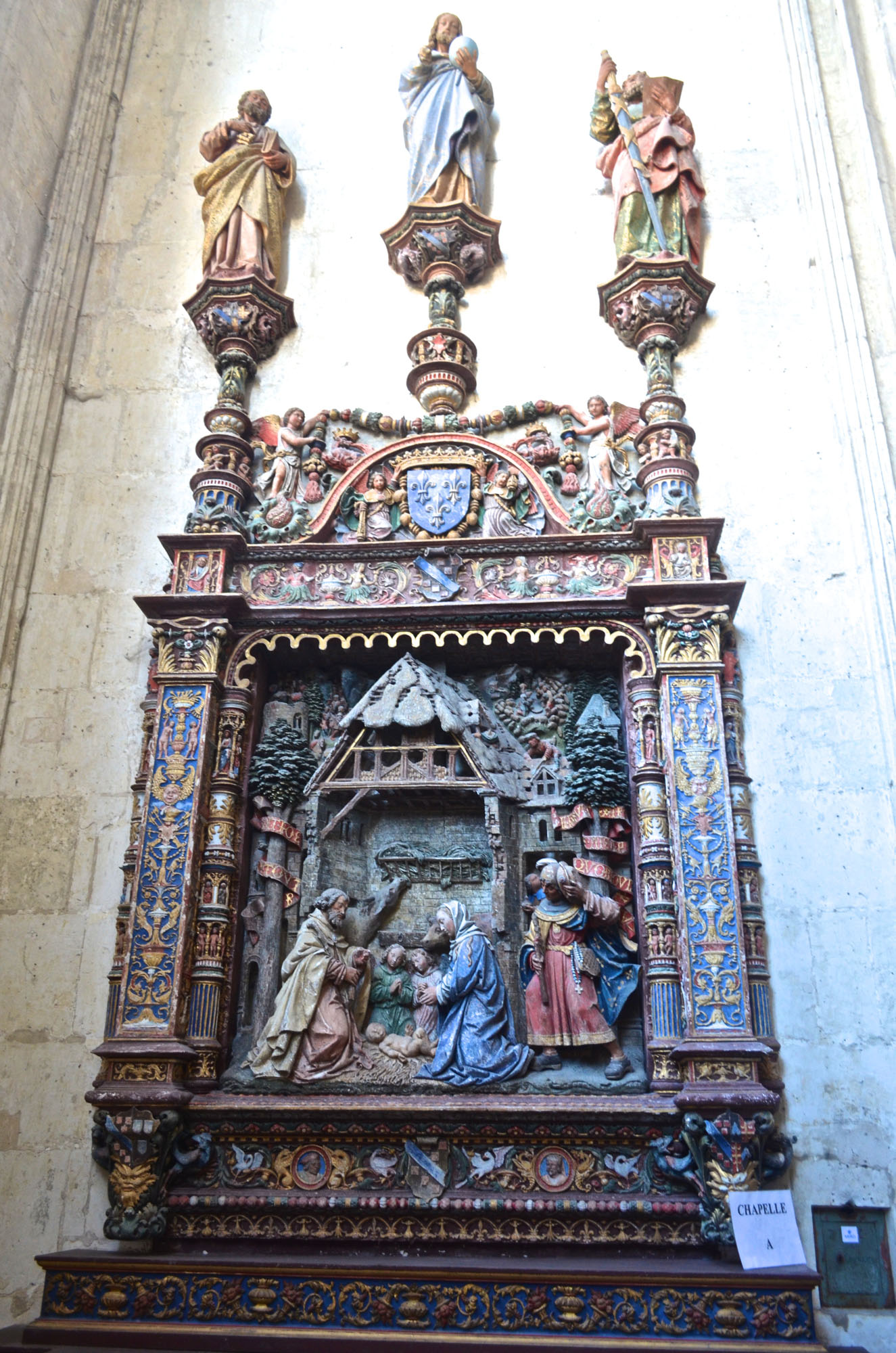
Retable de la Nativité.
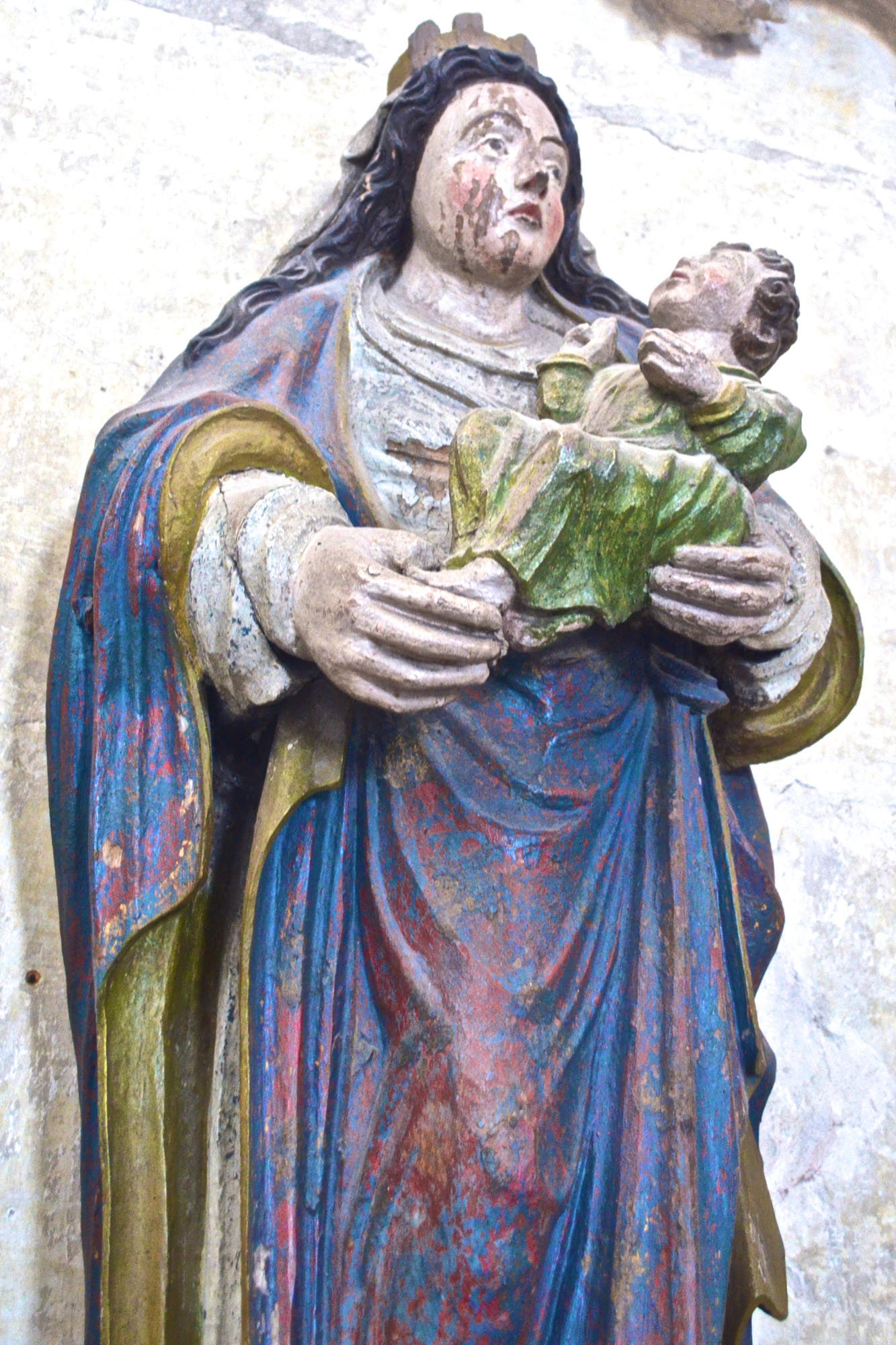
Vierge à l’Enfant (XVIIe siècle).
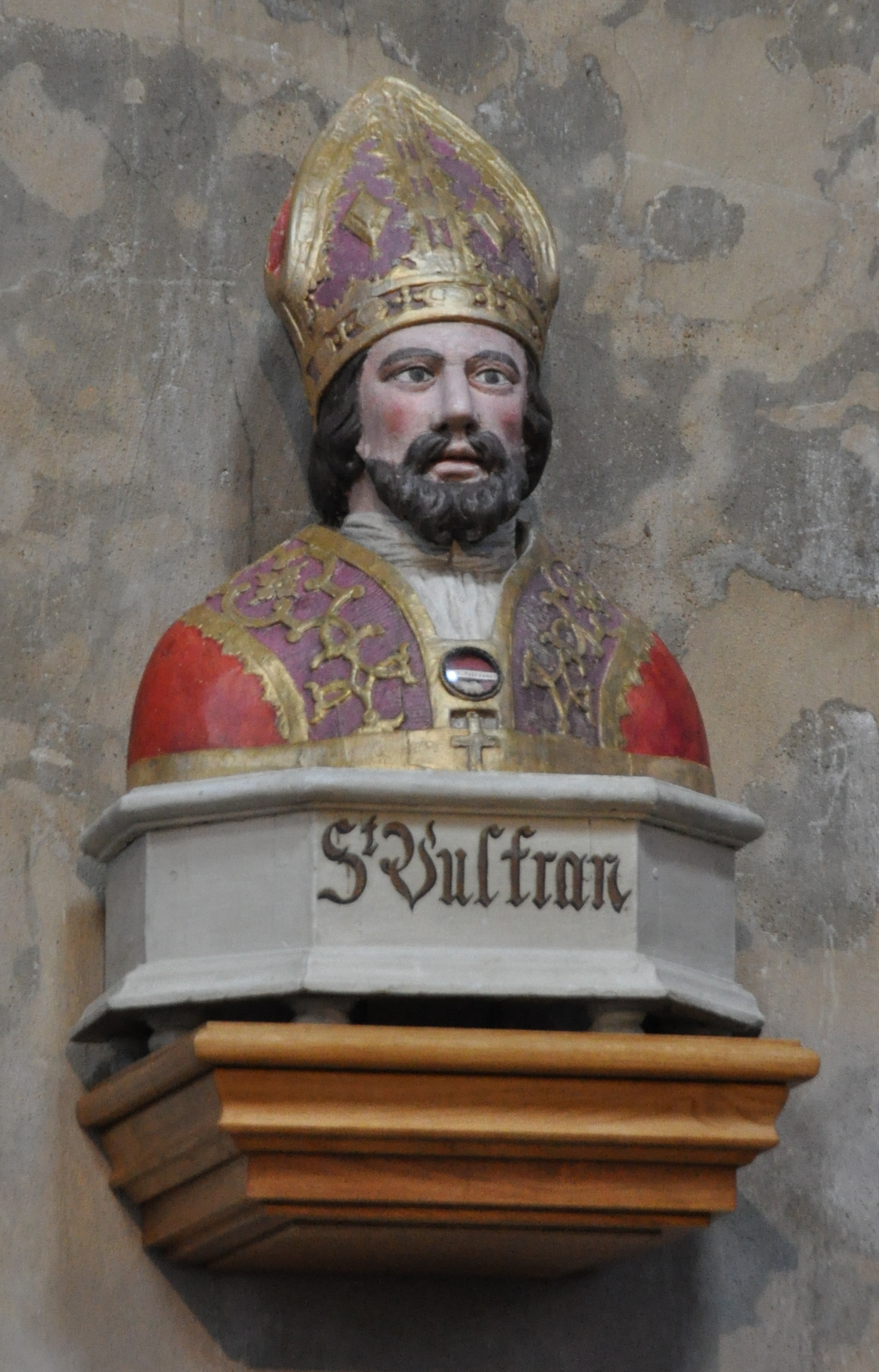
Buste-reliquaire de saint Vulfran.
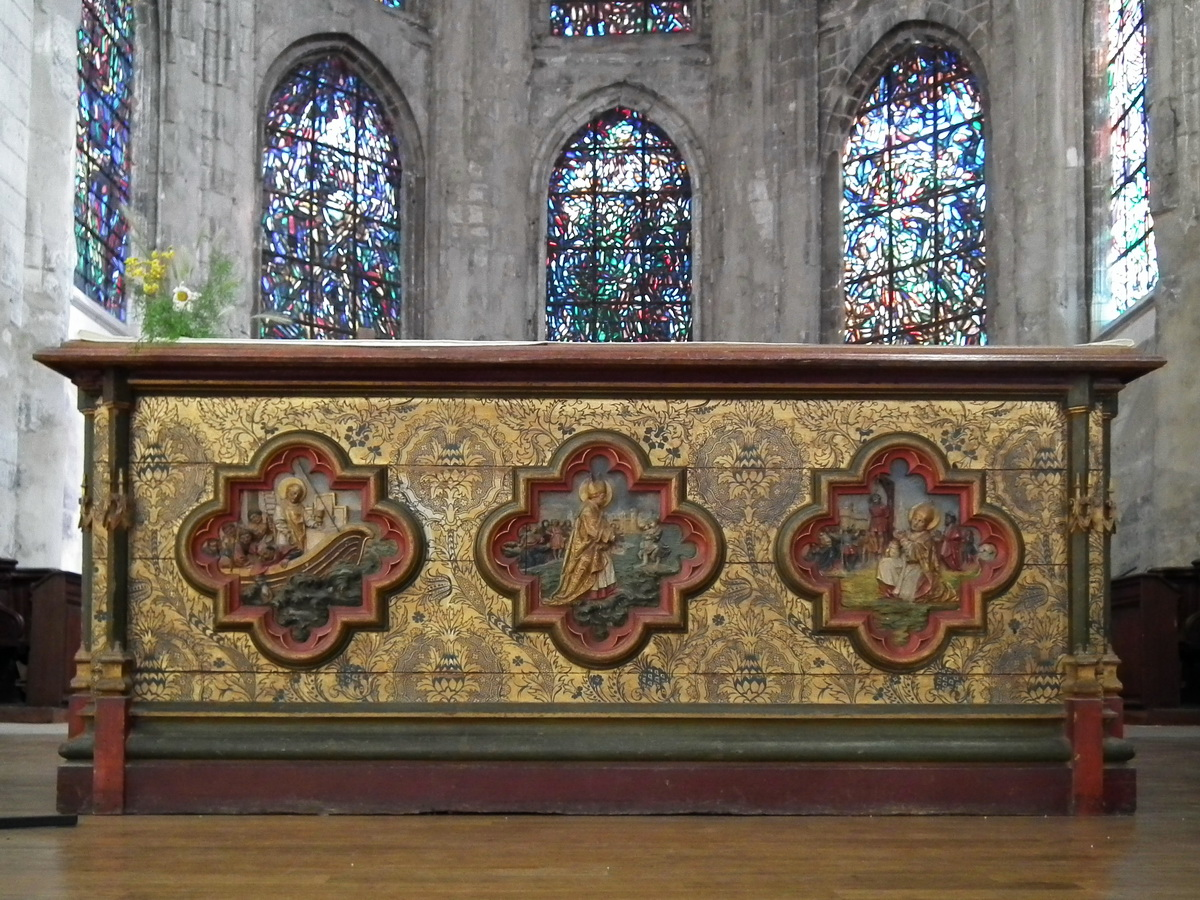
Autel de saint Vulfran.

#### Le chœur
Le chœur a été construit au XVIIe siècle, ses boiseries ont disparu lors du bombardement du 20 mai 1940. Il est voûté de bois. Les verrières sont garnies de vitraux de William Einstein. Le maître-autel dit « autel de saint Vulfran » a été réalisé par les frères Duthoit. Il est orné de scènes sculptées retraçant la vie du saint.
Le buste-reliquaire de saint Vulfran en chêne peint, du XVIIe siècle, a été restauré et replacé dans le chœur de la collégiale, en 2013. Un Christ en croix, en bois polychrome, du début du XVe siècle, une statue de la Vierge à l'Enfant sur le serpent, du XVIIe siècle, un lutrin en forme d'aigle du XVIIIe siècle complètent la décoration du chœur.
Un orgue de chœur a été placé dans la collégiale, en 1961, en remplacement de l'orgue de tribune détruit en 1940.

## La collégiale Saint-Vulfran dans la peinture
- Georges Bilhaut (1882-1963), Saint-Vulfran vue des ruines de la rue de l'Hôtel-Dieu, 1940, huile sur toile, Abbeville, musée Boucher-de-Perthes.

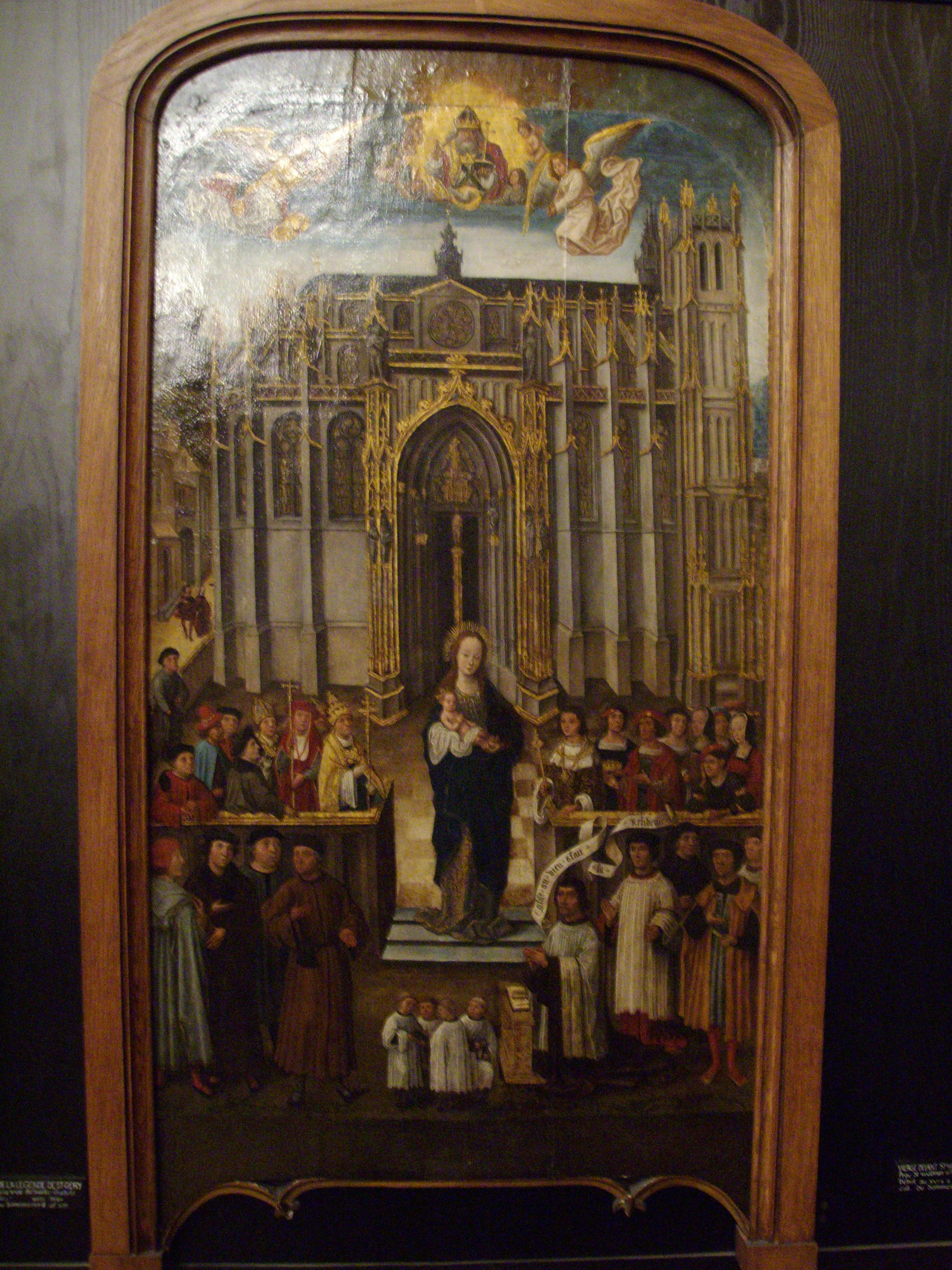
École française du XVe siècle, La Vierge devant Saint-Vulfran d’Abbeville, Paris, musée de Cluny[10].
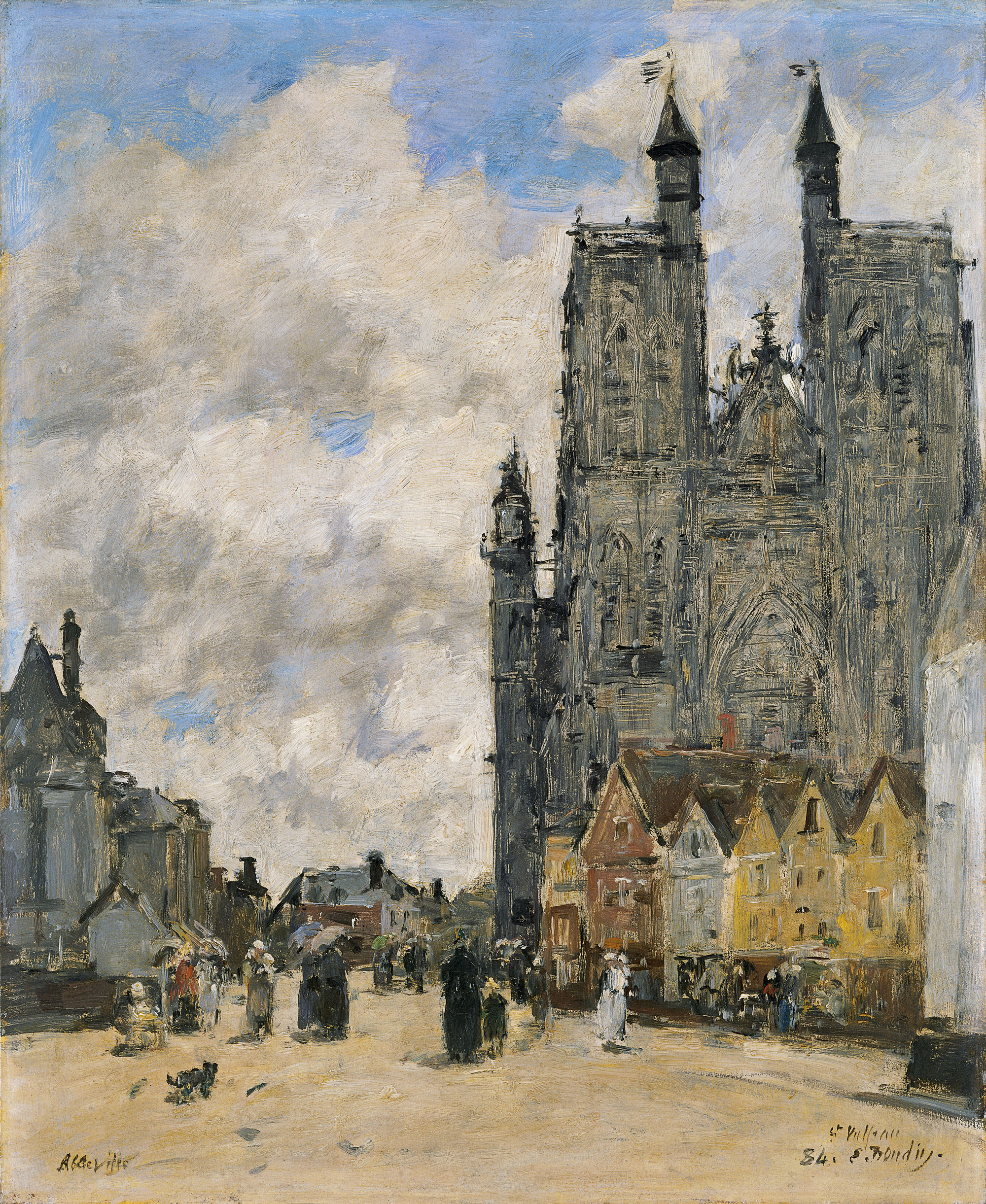
Eugène Boudin, La Place de l'église de Saint Wulfran à Abbeville (1884), Madrid, musée Thyssen-Bornemisza.
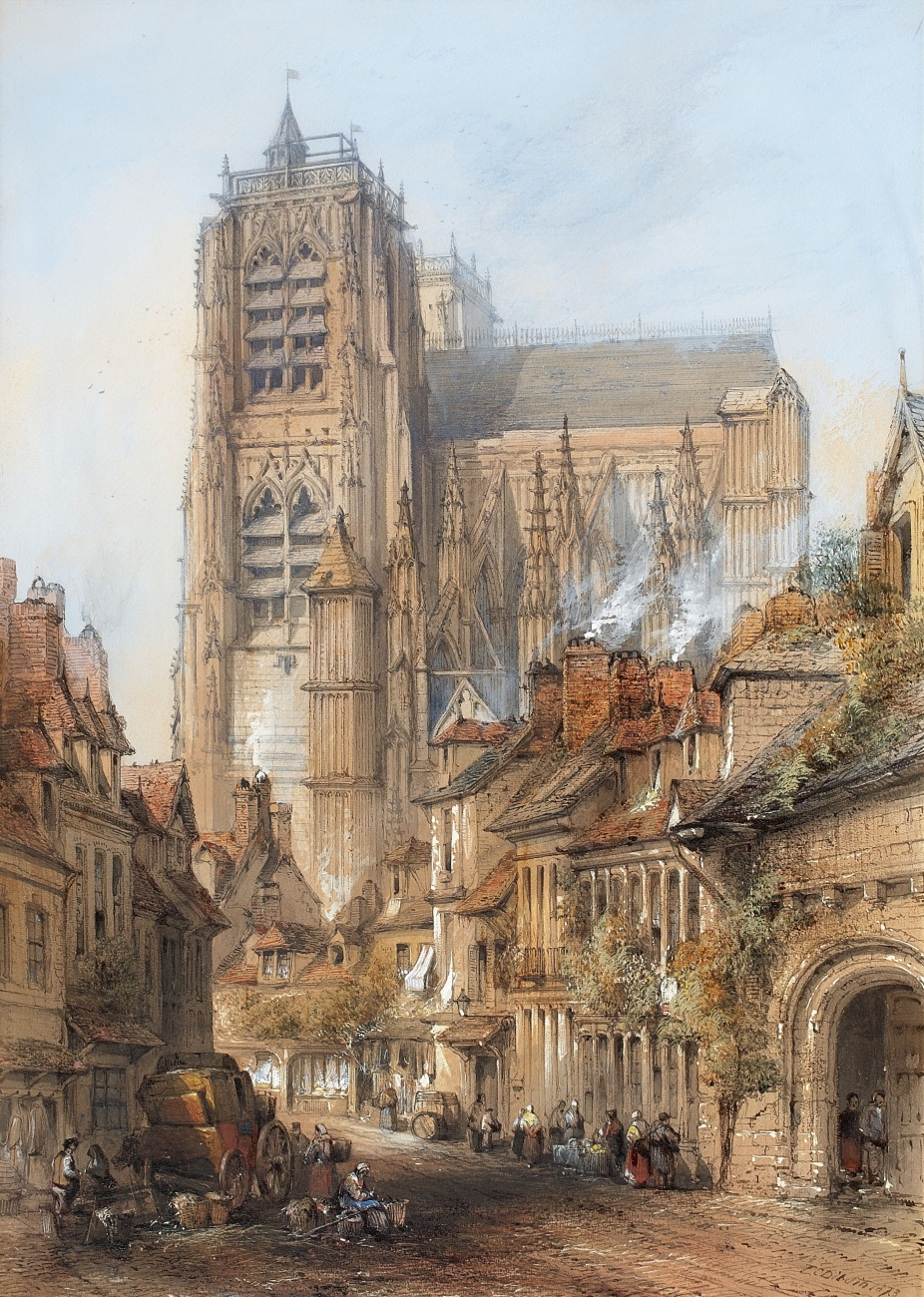
Attribué à Thomas Colman Dibdin, Saint Wulfran à Abbeville (1873), localisation inconnue.

## La collégiale Saint-Vulfran dans la littérature
- Dans ses Récits de voyages, Victor Hugo décrit ainsi la façade de la collégiale Saint-Vulfran : « vieille façade rongée par la bise et par la lune. »
- La collégiale Saint-Vulfran est évoquée dans une nouvelle du recueil d'Alfred Hitchcock intitulé Histoires abominables.